# Chiusa
Chiusa (Klausen) é uma comuna italiana da região do Trentino-Alto Ádige, província de Bolzano, com cerca de 4.622 habitantes. Estende-se por uma área de 51 km², tendo uma densidade populacional de 91 hab/km². Faz fronteira com Funes, Laion, Sarentino, Varna, Velturno, Villandro.

## Demografia
| Variação demográfica do município entre 1861 e 2011                               |
|                                                                                   |
| Fonte: Istituto Nazionale di Statistica (ISTAT) - Elaboração gráfica da Wikipedia |

## Línguas
Este é a distribuição das línguas oficiais sudtiroleses na comuna de Klausen:
- Alemão: 91,1%
- Italiano: 8,3%
- Ladino: 0,6%